# Бурастан
Бурастан (арм. Բուրաստան) — село в Араратской области Армении.

## География
Село расположено в западной части марза, на правом берегу реки Азат, при автодороге , на расстоянии 4,5 километров к северо-западу от города Арташат, административного центра области. Абсолютная высота — 830 метров над уровнем моря.
Климат
Климат характеризуется как семиаридный (BSk в классификации климатов Кёппена). Среднегодовая температура воздуха составляет 12,7 °C. Средняя температура самого холодного месяца (января) составляет −2,6 °С, самого жаркого месяца (июля) — 26,4 °С. Расчётная многолетняя норма атмосферных осадков — 275 мм. Наибольшее количество осадков выпадает в мае (46 мм).

## История
Образовано в 1920 году путем объединения сел Карагамзалу и Тамамлу

## Население
| Год переписи | Население          | Население          | Население          | Население            | Население            | Население            |
| Год переписи | Наличное население | Наличное население | Наличное население | Постоянное население | Постоянное население | Постоянное население |
| Год переписи | Всего              | Мужчины            | Женщины            | Всего                | Мужчины              | Женщины              |
| ------------ | ------------------ | ------------------ | ------------------ | -------------------- | -------------------- | -------------------- |
| 2001         | 2013               | 968                | 1045               | 2206                 | 1083                 | 1123                 |
| 2011         | 1817               | 892                | 925                | 1865                 | 920                  | 945                  |

| Год  | Численность | Численность |
| ---- | ----------- | ----------- |
| 1831 | 261         | [ 9 ]       |
| 1916 | 1440        | [ 9 ]       |
| 1923 | 891         | [ 9 ]       |
| 1939 | 1226        | [ 9 ]       |
| 1959 | 1459        | [ 9 ]       |
| 1970 | 1761        | [ 9 ]       |
| 1979 | 1853        | [ 9 ]       |
| 1989 | 2096        | [ 10 ]      |
| 2001 | 2206        | [ 9 ]       |
| 2011 | 1865        | [ 11 ]      |
| 2015 | 2867        |             |